# Cynognathus
Cynognathus crateronotus, Cynognathidae
Famille
Genre
Espèce
Cynognathus est un genre éteint de thérapsides cynodontes, très proche des ancêtres de mammifères ayant vécu au Trias moyen dans ce qui est aujourd'hui l'Afrique du Sud, l'Amérique du Sud, la Chine et l'Antarctique. Ce genre appartient à la famille Cynognathidae. La première espèce connue est Cynognathus crateronotus, décrite par Harry Govier Seeley en 1895. La deuxième espèce est Cynognathus seeleyi décrite par Broom en 1913[réf. nécessaire].

## Étymologie
Du grec cyno- chien et -gnathos, mâchoire.

## Description

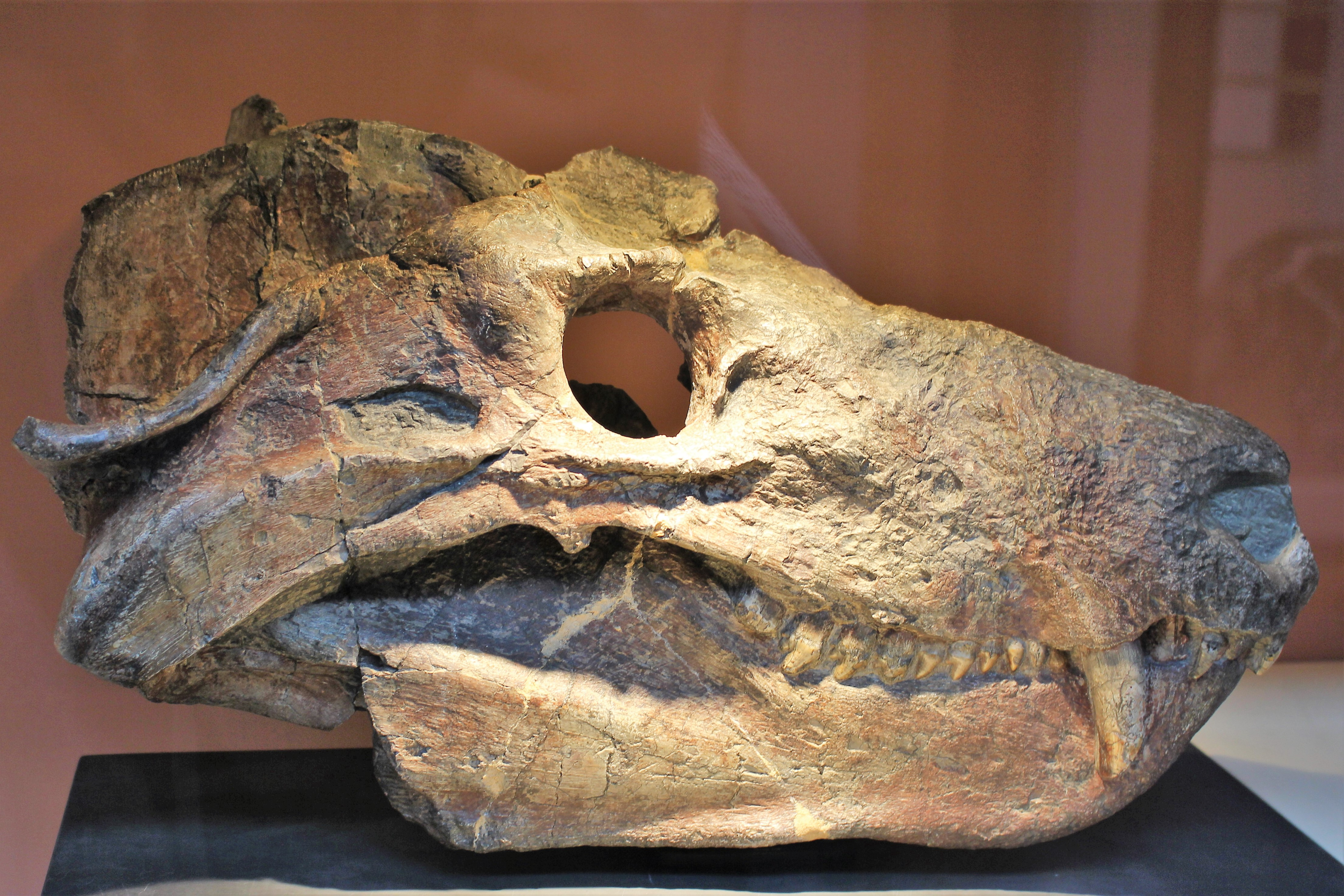
Crâne de Cynognathus.

Cynognathus, d'une longueur d'environ 1,2 mètre, présente un aspect voisin de celui du blaireau mais avec une tête plus large et une queue plus courte. Doté de puissantes mâchoires à denture de mammifères, il se nourrissait en fouillant le sol à la recherche de petits animaux et de végétaux.
Il fait partie, tel Thrinaxodon, des cynodontes  qui apparaissent comme les précurseurs des mammifères. Ceci explique qu'ils aient de la fourrure.

## Localisation
Des fossiles ont été découverts dans la formation de Manda en Tanzanie ; dans la formation de Ntawere en Zambie ; en Afrique du Sud, dans la formation de Burgersdop, datée du Trias (groupe de Beaufort, bassin de Karoo) ; dans la formation Omingonde en Namibie ; dans la formation de Fremouw en Antarctique ; et dans la formation Río Seco de la Quebrada en Argentine.